# Wóz ewakuacji medycznej
Wóz ewakuacji medycznej – gąsienicowy transporter sanitarny skonstruowany przez Hutę Stalowa Wola S.A. Przeznaczony do poruszania się w ciężkim terenie, razem z dywizjonami samobieżnych armatohaubic na podwoziu gąsienicowym AHS Krab i K9 Thunder. Zaprezentowany na Międzynarodowym Salonie Przemysłu Obronnego MSPO 2024 w Kielcach.

## Konstrukcja
Do jego budowy wykorzystano zmodernizowane podwozie LPG, w którym zmieniono ilość kół jezdnych z 14 do 12, zastosowano zawieszenie hydropneumatyczne, zmieniono wahacze i napinacze kół, dzięki czemu został poprawiony komfort jazdy. Zmianie uległa też konstrukcja podłogi-HSW zrezygnowała z wykorzystania dolnej części korpusu armato-haubicy Goździk i wykonała od podstaw nową konstrukcję, która umożliwia zwiększenie poziomu ochrony przeciwminowej. Przednią część podwozia zunifikowano stylistycznie z BWP Borsuk. W przedniej części transportera umieszczony został przedział kierowcy oraz przedział zespołu napędowego. W podwyższonej, środkowej i tylnej części przedział medyczny z miejscami dla załogi, który zapewnienia dużo miejsca do doraźnej opieki nad rannymi. Wnętrze zostało zaprojektowane i wyposażone we współpracy z firmą AMZ-Kutno, która odpowiadała za zabudowę specjalistyczną. Opancerzenie pojazdu zapewnia załodze i rannym ochronę balistyczną i przeciwminową na poziomie I według STANAG 4569.
Jest to kolejna konstrukcja HSW gąsienicowego pojazdu sanitarnego, która w latach 1987–1988 wyprodukowała na podwoziu MT-LB kilka egzemplarzy opancerzonego wozu obsługi sanitarnej WEM Lotos.

## Wyposażenie
Wóz został wyposażony w stelaże do mocowania piętrowo dwóch noszy tak, że w pozycji leżącej można przewozić dwóch żołnierzy, plus dwóch kolejnych siedząc, albo sześciu siedząc, przy rezygnacji z noszy. Posiada wyposażenie specjalistyczne, m.in. dwa aparaty tlenowe z osobnymi butlami, oraz wyposażenie przenośne np. defibrylator, czy respirator. Wyposażony jest też w system wspomagania załadunku noszy, instalację tlenową wraz z przepływomierzami i gniazdami tlenu, monitory do obserwacji funkcjonowania systemu krążeniowo-oddechowego rannego, instalacje elektryczną do zasilania urządzeń medycznych oraz podstawowy sprzęt ewakuacyjny. Umieszczono też cztery szafki na rzeczy osobiste załogi, rannych oraz na wyposażenie dodatkowe.

## Załoga
Załogę pojazdu stanowi: Grupa Ewakuacji Medycznej (GEM) w składzie: dowódca (ratownik medyczny), ratownik medyczny, kierowca – sanitariusz i sanitariusz.